# A.C. Milan w sezonie 1912/1913

Klubowe barwy Milanu

Osiągnięcia piłkarskiego zespołu A.C. Milan w sezonie 1912/1913.

## Osiągnięcia
- Mistrzostwa Włoch: odpadnięcie w grupie półfinałowej

## Podstawowe dane
- Oficjalna nazwa klubu: Milan Cricket and Foot-Ball Club
- Siedziba klubu: Bottiglieria Franzini, Via Mercanti 1
- Boisko: Campo Milan di Porta Monforte; Arena Civica
- Prezes klubu:  Piero Pirelli I
- Trener zespołu:  Piero Peverelli
- Kapitan drużyny:  Giuseppe Rizzi